# Christel Justen
Christel Justen (ur. 10 października 1957 w Oosterhout, Holandia, zm. 20 stycznia 2005 w Waldenburgu, Badenia-Wirtembergia) – niemiecka pływaczka.
W 1974 na mistrzostwach Europy w Wiedniu zdobyła niespodziewanie złoty medal na 100 m stylem klasycznym, ustanawiając jednocześnie rekord świata (1:12,55). Pokonała koalicję pływaczek z NRD, co w RFN przyniosło jej tytuł „Sportowca Roku”. Po latach ujawniła, że bezwiednie startowała w tym okresie na dopingu, za co odpowiedzialnym miał być jej trener Claus Vandenhirtz.
Po zakończeniu kariery pracowała jako trenerka pływania i terapeutka sportowa.